# Зигана (старий тунель)
40°38′58″ пн. ш. 39°23′36″ сх. д. / 40.6494° пн. ш. 39.3933° сх. д.
Тунель Зигана (тур. Zigana Tüneli) — автодорожній тунель, побудований на дорозі D.885/E97 Мачка — Торул на південний захід від межі між ілами Трабзон і Гюмюшхане на північному сході Туреччини. 
Відкритий для руху в 1988 році.
Розташований під перевалом Зигана в Понтійських горах тунель завдовжки 1702 м було пройдено за два роки. 
Збійка відбулася 2 вересня 1977 року. 
Тунель є галереєю з двома смугами руху (по одній у кожному напрямку). Висота складає 8,50 м, ширина - і 11,20 м 
. 
Висота тунелю над рівнем моря становить 1820 - 1795 м у напрямку північ — південь 
.